# هنری همیلتون بیمیش
هنری همیلتون بیمیش (انگلیسی: Henry Hamilton Beamish؛ ۲ ژوئن ۱۸۷۳ – ۲۷ مارس ۱۹۴۸) روزنامه‌نگار اهل بریتانیا بود. یک روزنامه‌نگار یهودی‌ستیز پیشرو بریتانیایی و بنیان‌گذار The Britons در سال ۱۹۱۹ بود، اولین سازمانی که در بریتانیا با هدف صریح انتشار تبلیغات یهودی‌ستیز تأسیس شد. پس از محکومیت به اتهام افترا در همان سال، بیمیش از بریتانیا گریخت و حرفه سخنران تور را آغاز کرد و به آلمان، کانادا، ایالات متحده یا ژاپن سفر کرد تا اهداف یهودستیزی و فاشیستی را ترویج کند.